# Manneville-sur-Risle
Manneville-sur-Risle is een gemeente in het Franse departement Eure (regio Normandië). De plaats maakt deel uit van het arrondissement Bernay. Manneville-sur-Risle telde op 1 januari 2022 1.436 inwoners.

## Geografie
De oppervlakte van Manneville-sur-Risle bedroeg op 1 januari 2022 9,32 vierkante kilometer; de bevolkingsdichtheid was toen 154,1 inwoners per km².

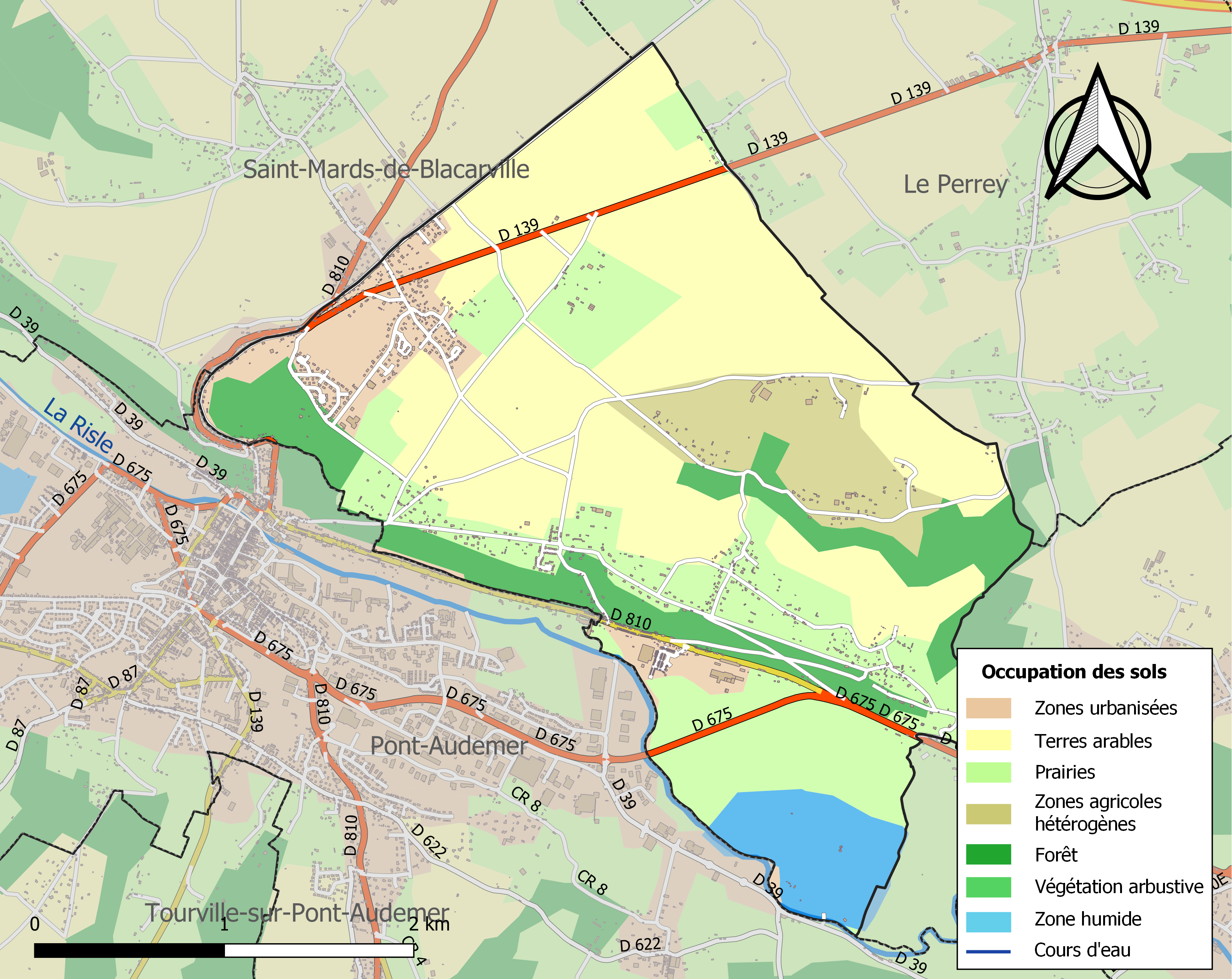
Kaart van de gemeente met belangrijkste infrastructuur, bodemgebruik en omliggende gemeenten

## Demografie
Onderstaande figuur toont het verloop van het inwonertal (bron: INSEE-tellingen).